# Liste der Nationalstraßen in Rumänien
Diese Liste der Nationalstraßen in Rumänien gibt einen Überblick über das Straßennetz von Nationalstraßen (rumänisch: Drumuri naționale, singular Drum național) in Rumänien.

## Nationalstraßen 1–10
| Nr.              | Europastraßen         | Von (Nord bzw. West) | Via | Bis (Süd bzw. Ost) | Gesamtlänge |
| ---------------- | --------------------- | -------------------- | --- | ------------------ | ----------- |
| DN1              | E58 · E60 · E68 · E81 | Bukarest             | Ploiești – Câmpina – Săcele – Brașov – Codlea – Făgăraș – Sibiu – Sebeș – Alba Iulia – Aiud – Turda – Cluj-Napoca – Oradea | HU                 | 0642 km     |
| DN2              | E85                   | Bukarest             | Urziceni – Buzău – Focșani – Bacău – Roman – Fălticeni – Suceava                                                           | UA                 | 0482 km     |
| DN3              |                       | Bukarest             | Călărași – Băneasa | Constanța          | 260 km      |
| DN4              |                       | Bukarest             | Budești – Oltenița | BG                 | 72 km       |
| DN5              | E70 · E85             | Bukarest             | Călugăreni – Giurgiu | BG                 | 67 km       |
| DN6              | E70 · E79             | Bukarest             | Alexandria – Roșiorii de Vede – Caracal – Craiova – Timișoara                                                              | HU                 | 639 km      |
| DN7              | E68 · E79 · E81       | Bukarest             | Pitești – Râmnicu Vâlcea – Sibiu -Diemrich – Arad – Nădlac                                                                 | HU                 | 525 km      |
| Gesamtkilometer: | Gesamtkilometer:      | Gesamtkilometer:     | Gesamtkilometer: | Gesamtkilometer:   | 2687 km     |

## Seitenäste der Nationalstraßen 1–10
| Nr.  | Europastraßen | Von (Nord bzw. West) | Via | Bis (Süd bzw. Ost) | Gesamtlänge |
| ---- | ------------- | -------------------- | --- | ------------------ | ----------- |
| DN1A | E60 · E577    |                      |     |                    |             |
| DN1B | E577          |                      |     |                    |             |
| DN1C | E58 · E576    |                      |     |                    |             |
| DN1D |               |                      |     |                    |             |
| DN1E |               |                      |     |                    |             |
| DN1F |               |                      |     |                    |             |
| DN1G |               |                      |     |                    |             |
| DN1H |               |                      |     |                    |             |
| DN1J |               |                      |     |                    |             |
| DN1P |               |                      |     |                    |             |
| DN1R |               |                      |     |                    |             |
| DN1T |               |                      |     |                    |             |
| DN2A |               |                      |     |                    |             |
| DN2B |               |                      |     |                    |             |
| DN2C |               |                      |     |                    |             |
| DN2D |               |                      |     |                    |             |
| DN2E |               |                      |     |                    |             |
| DN2F |               |                      |     |                    |             |
| DN2G |               |                      |     |                    |             |
| DN2H |               |                      |     |                    |             |
| DN2K |               |                      |     |                    |             |
| DN2M |               |                      |     |                    |             |
| DN2N |               |                      |     |                    |             |
| DN2R |               |                      |     |                    |             |
| DN3A |               |                      |     |                    |             |
| DN3B |               |                      |     |                    |             |
| DN5B |               |                      |     |                    |             |
| DN5C |               |                      |     |                    |             |
| DN7A |               |                      |     |                    |             |
| DN7C |               |                      |     |                    |             |
| DN7E |               |                      |     |                    |             |

## Nationalstraßen 10–19
| Nr.   | Europastraßen | Von (Nord bzw. West) | Via | Bis (Süd bzw. Ost) | Gesamtlänge |
| ----- | ------------- | -------------------- | --- | ------------------ | ----------- |
| DN10  |               |                      |     |                    |             |
| DN11  |               |                      |     |                    |             |
| DN11A |               |                      |     |                    |             |
| DN11B |               |                      |     |                    |             |
| DN12  |               |                      |     |                    |             |
| DN12A |               |                      |     |                    |             |
| DN12B |               |                      |     |                    |             |
| DN12C |               |                      |     |                    |             |
| DN13  |               |                      |     |                    |             |
| DN13A |               |                      |     |                    |             |
| DN13B |               |                      |     |                    |             |
| DN13C |               |                      |     |                    |             |
| DN13D |               |                      |     |                    |             |
| DN13E |               |                      |     |                    |             |
| DN14  |               |                      |     |                    |             |
| DN14A |               |                      |     |                    |             |
| DN14B |               |                      |     |                    |             |
| DN15  |               |                      |     |                    |             |
| DN15A |               |                      |     |                    |             |
| DN15B |               |                      |     |                    |             |
| DN15C |               |                      |     |                    |             |
| DN15D |               |                      |     |                    |             |
| DN15E |               |                      |     |                    |             |
| DN15F |               |                      |     |                    |             |
| DN15G |               |                      |     |                    |             |
| DN16  |               |                      |     |                    |             |
| DN17  |               |                      |     |                    |             |
| DN17A |               |                      |     |                    |             |
| DN17B |               |                      |     |                    |             |
| DN17C |               |                      |     |                    |             |
| DN17D |               |                      |     |                    |             |
| DN18  |               |                      |     |                    |             |
| DN18A |               |                      |     |                    |             |
| DN18B |               |                      |     |                    |             |
| DN19  |               |                      |     |                    |             |
| DN19A |               |                      |     |                    |             |
| DN19B |               |                      |     |                    |             |
| DN19C |               |                      |     |                    |             |
| DN19D |               |                      |     |                    |             |
| DN19E |               |                      |     |                    |             |
| DN19F |               |                      |     |                    |             |

## Nationalstraßen 20–29
| Nr.   | Europastraßen | Von (Nord bzw. West) | Via | Bis (Süd bzw. Ost) | Gesamtlänge |
| ----- | ------------- | -------------------- | --- | ------------------ | ----------- |
| DN21  |               |                      |     |                    |             |
| DN21A |               |                      |     |                    |             |
| DN22  |               |                      |     |                    |             |
| DN22A |               |                      |     |                    |             |
| DN22B |               |                      |     |                    |             |
| DN22C |               |                      |     |                    |             |
| DN22D |               |                      |     |                    |             |
| DN24  |               |                      |     |                    |             |
| DN24A |               |                      |     |                    |             |
| DN24B |               |                      |     |                    |             |
| DN24C |               |                      |     |                    |             |
| DN25  |               |                      |     |                    |             |
| DN26  |               |                      |     |                    |             |
| DN28  |               |                      |     |                    |             |
| DN28A |               |                      |     |                    |             |
| DN28B |               |                      |     |                    |             |
| DN29  |               |                      |     |                    |             |
| DN29A |               |                      |     |                    |             |
| DN29B |               |                      |     |                    |             |
| DN29C |               |                      |     |                    |             |
| DN29D |               |                      |     |                    |             |

## Nationalstraßen 30–39
| Nr.  | Europastraßen | Von (Nord bzw. West) | Via | Bis (Süd bzw. Ost) | Gesamtlänge |
| ---- | ------------- | -------------------- | --- | ------------------ | ----------- |
| DN31 |               |                      |     |                    |             |
| DN38 |               |                      |     |                    |             |
| DN39 |               |                      |     |                    |             |

## Nationalstraßen 40–49
| Nr.  | Europastraßen | Von (Nord bzw. West) | Via | Bis (Süd bzw. Ost) | Gesamtlänge |
| ---- | ------------- | -------------------- | --- | ------------------ | ----------- |
| DN41 |               |                      |     |                    |             |

## Nationalstraßen 50–59
| Nr.   | Europastraßen | Von (Nord bzw. West) | Via | Bis (Süd bzw. Ost) | Gesamtlänge |
| ----- | ------------- | -------------------- | --- | ------------------ | ----------- |
| DN51  |               |                      |     |                    |             |
| DN51A |               |                      |     |                    |             |
| DN52  |               |                      |     |                    |             |
| DN54  |               |                      |     |                    |             |
| DN54A |               |                      |     |                    |             |
| DN55  |               |                      |     |                    |             |
| DN55A |               |                      |     |                    |             |
| DN56  |               |                      |     |                    |             |
| DN56A |               |                      |     |                    |             |
| DN57  |               |                      |     |                    |             |
| DN57A |               |                      |     |                    |             |
| DN57B |               |                      |     |                    |             |
| DN57C |               |                      |     |                    |             |
| DN58  |               |                      |     |                    |             |
| DN58A |               |                      |     |                    |             |
| DN58B |               |                      |     |                    |             |
| DN59  |               |                      |     |                    |             |
| DN59A |               |                      |     |                    |             |
| DN59B |               |                      |     |                    |             |
| DN59C |               |                      |     |                    |             |

## Nationalstraßen 60–69
| Nr.   | Europastraßen | Von (Nord bzw. West) | Via | Bis (Süd bzw. Ost) | Gesamtlänge |
| ----- | ------------- | -------------------- | --- | ------------------ | ----------- |
| DN61  |               |                      |     |                    |             |
| DN64  |               |                      |     |                    |             |
| DN64A |               |                      |     |                    |             |
| DN65  |               |                      |     |                    |             |
| DN65A |               |                      |     |                    |             |
| DN65C |               |                      |     |                    |             |
| DN66  |               |                      |     |                    |             |
| DN66A |               |                      |     |                    |             |
| DN67  |               |                      |     |                    |             |
| DN67A |               |                      |     |                    |             |
| DN67B |               |                      |     |                    |             |
| DN67C |               |                      |     |                    |             |
| DN67D |               |                      |     |                    |             |
| DN68  |               |                      |     |                    |             |
| DN68A |               |                      |     |                    |             |
| DN68B |               |                      |     |                    |             |
| DN69  |               |                      |     |                    |             |

## Nationalstraßen 70–79
| Nr.   | Europastraßen | Von (Nord bzw. West) | Via | Bis (Süd bzw. Ost) | Gesamtlänge |
| ----- | ------------- | -------------------- | --- | ------------------ | ----------- |
| DN71  |               |                      |     |                    |             |
| DN72  |               |                      |     |                    |             |
| DN72A |               |                      |     |                    |             |
| DN73  |               |                      |     |                    |             |
| DN73A |               |                      |     |                    |             |
| DN73C |               |                      |     |                    |             |
| DN74  |               |                      |     |                    |             |
| DN74A |               |                      |     |                    |             |
| DN75  |               |                      |     |                    |             |
| DN76  |               |                      |     |                    |             |
| DN79  |               |                      |     |                    |             |
| DN79A |               |                      |     |                    |             |